# Dennis Oppenheim
Dennis Oppenheim (Electric City, 1938 - Nova Iorque, 21 de janeiro de 2011) foi um escultor e fotógrafo estadunidense e desenvolvedor da Land Art, performance artística e arte conceitual.
Foi um dos maiores expoentes da arte pública, uma vertente que leva a arte para o espaço público em contraposição ao minimalismo.
Morreu em Nova Iorque aos 72 anos com um câncer.

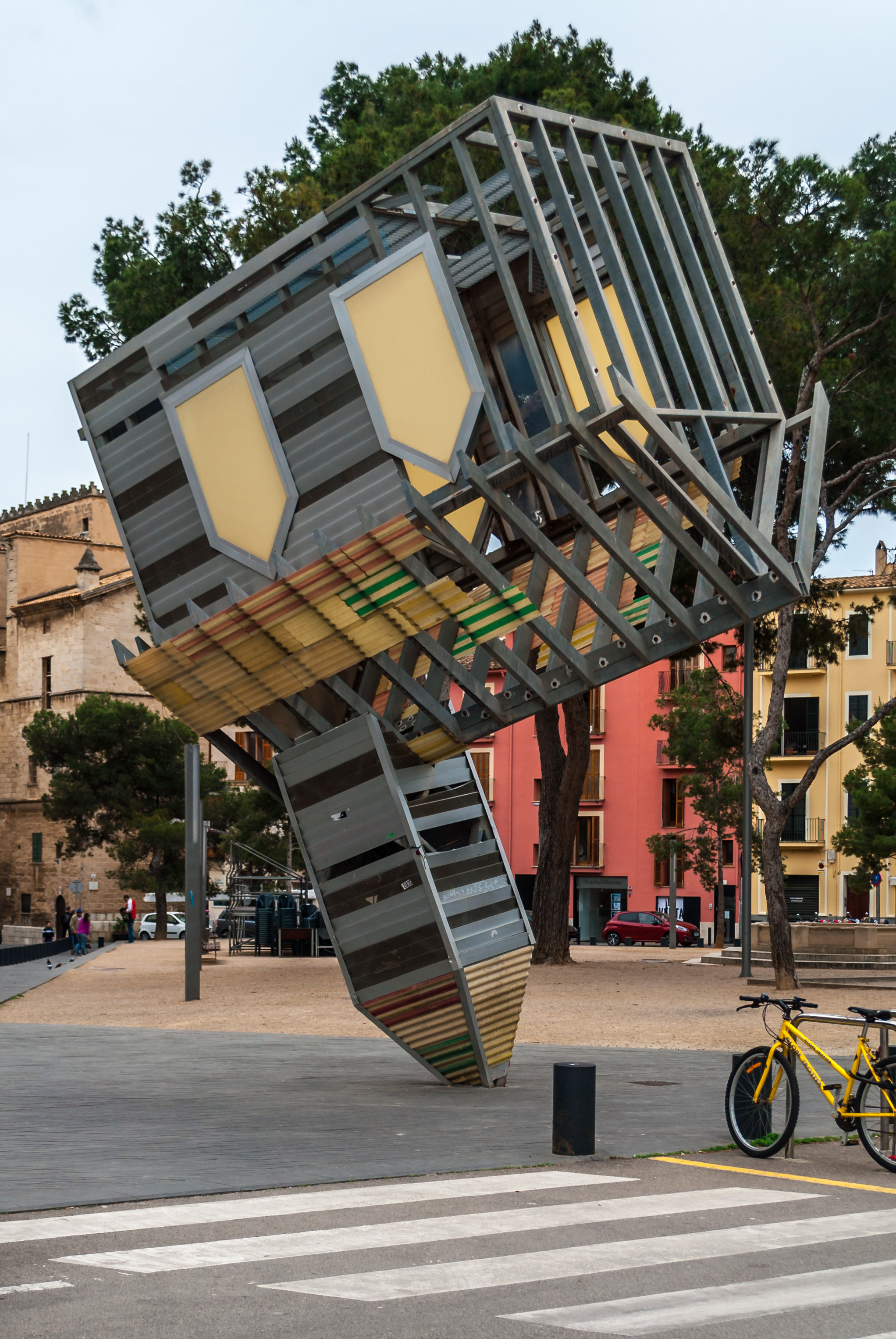
Escultura Dispositivo para erradicar o mal (1997) de Dennis Oppenheim em Palma de Mallorca, Plaça de la Porta de Santa Catalina

## Exposições

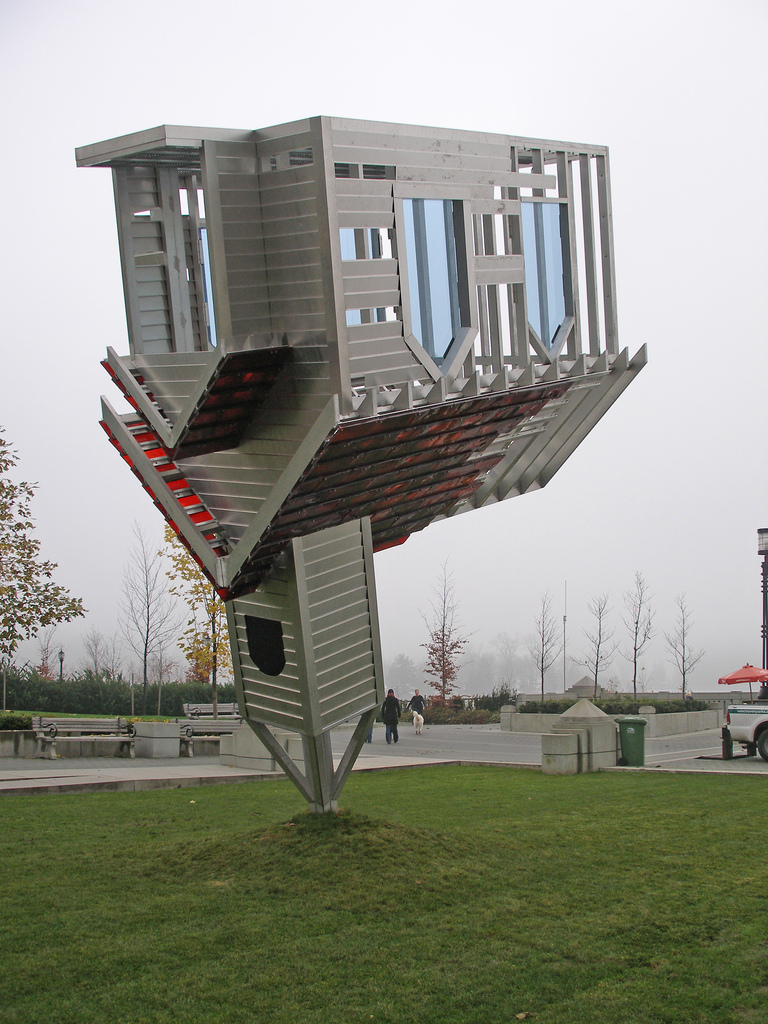
Dennis Oppenheim, Device to Root out Evil, (1997). Vancouver, Canada

- 1968: Earthworks, Nova Iorque, Dwan Gallery
- 1969: Earth Art, Ithaca, Universidade de Cornell, Andrew Dickson White Museum of Art
- 1969: When attitudes became form, Bern, Kunstahalle
- 1973: São Francisco, Museu de arte contemporânea
- 1979: Paris, Museu de arte moderna da Vila de Paris
- 1981: Genève, Galeria Malacorda
- 1981: Nova Iorque, Galeria Sonnabend
- 1983: Nova Iorque, Whitney Museum of American Art
- 1983: Genebra, Galeria Eric Franck
- 1990: Nova Iorque, John Gallery
- 1990: Colônia, Berndt Galeria e Krips Bruxelles, Galeria Liverpool
- 1991: Dennis Oppenheim, selected works 1967-90, Nova Iorque
- 1995: Milão, Galeria Ierimonti
- 1996: Genebra, Mamco